# Distrito de Dowa
El distrito de Dowa es uno de los veintisiete distritos de Malaui y uno de los nueve de la región Central. Cubre un área de 3.041 km² y alberga una población de 772 569 personas. La capital es Dowa.
- Datos: Q195356